# Ovčárna
Ovčárna (německy Schäferei) je vesnice, část města Nová Bystřice v okrese Jindřichův Hradec v Jihočeském kraji. Nachází se asi jeden kilometr severně od Nové Bystřice. Prochází zde silnice II/128. Ovčárna leží v katastrálním území Nová Bystřice o výměře 10,68 km².

## Historie
První písemná zmínka o vesnici pochází z roku 1842.

## Obyvatelstvo
| Rok            | 1869 | 1880 | 1890 | 1900 | 1910 | 1921 | 1930 | 1950 | 1961 | 1970 | 1980 | 1991 | 2001 | 2011 | 2021 |
| -------------- | ---- | ---- | ---- | ---- | ---- | ---- | ---- | ---- | ---- | ---- | ---- | ---- | ---- | ---- | ---- |
| Počet obyvatel | 312  | 293  | 250  | 226  | 245  | 212  | 207  | 104  | 107  | 85   | 68   | 43   | 51   | 52   | 67   |
| Počet domů     | 41   | 42   | 43   | 44   | 44   | 44   | 44   | 25   | 25   | 26   | 20   | 26   | 26   | 30   | 32   |

## Galerie

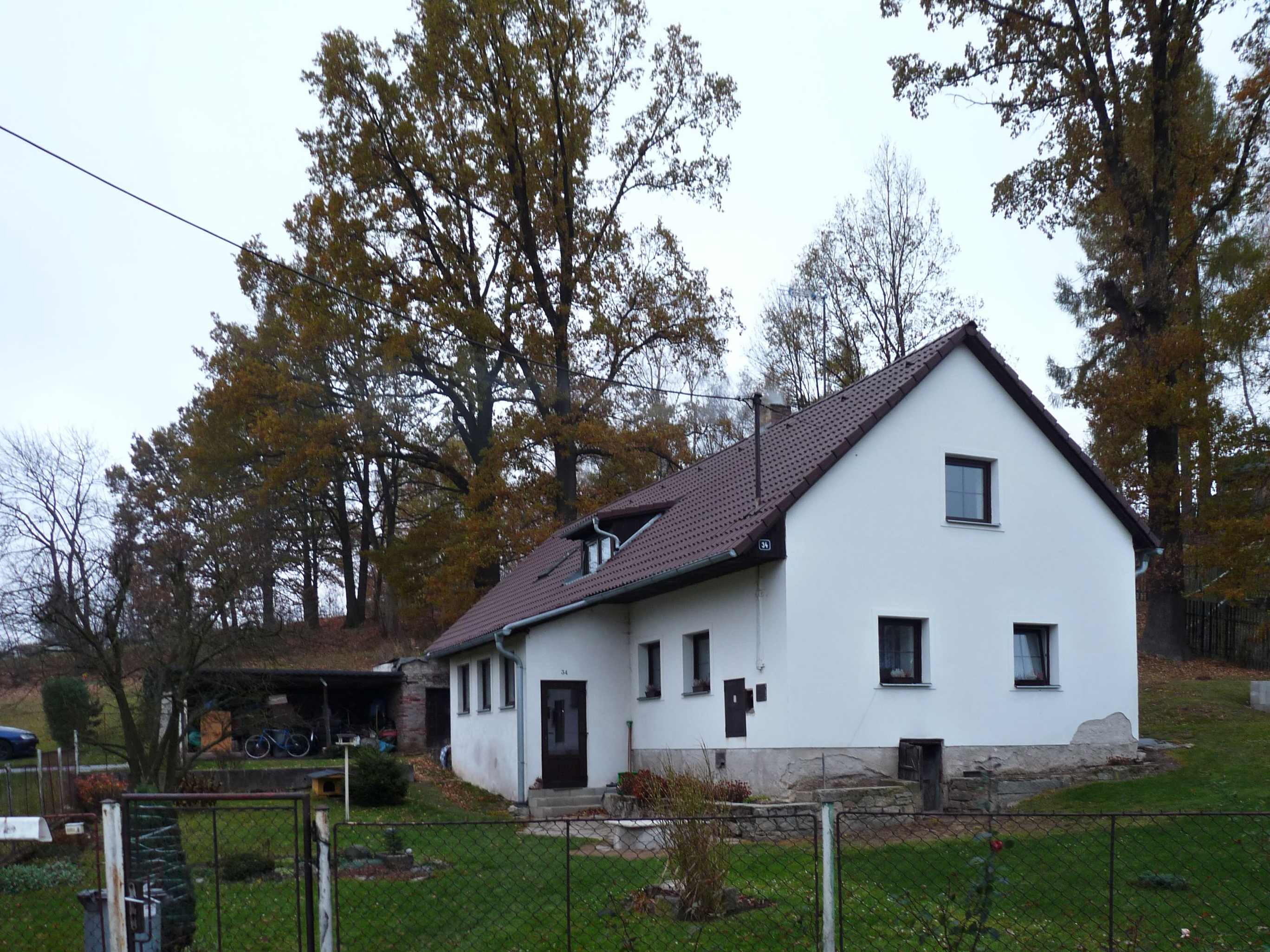
Dům čp. 34
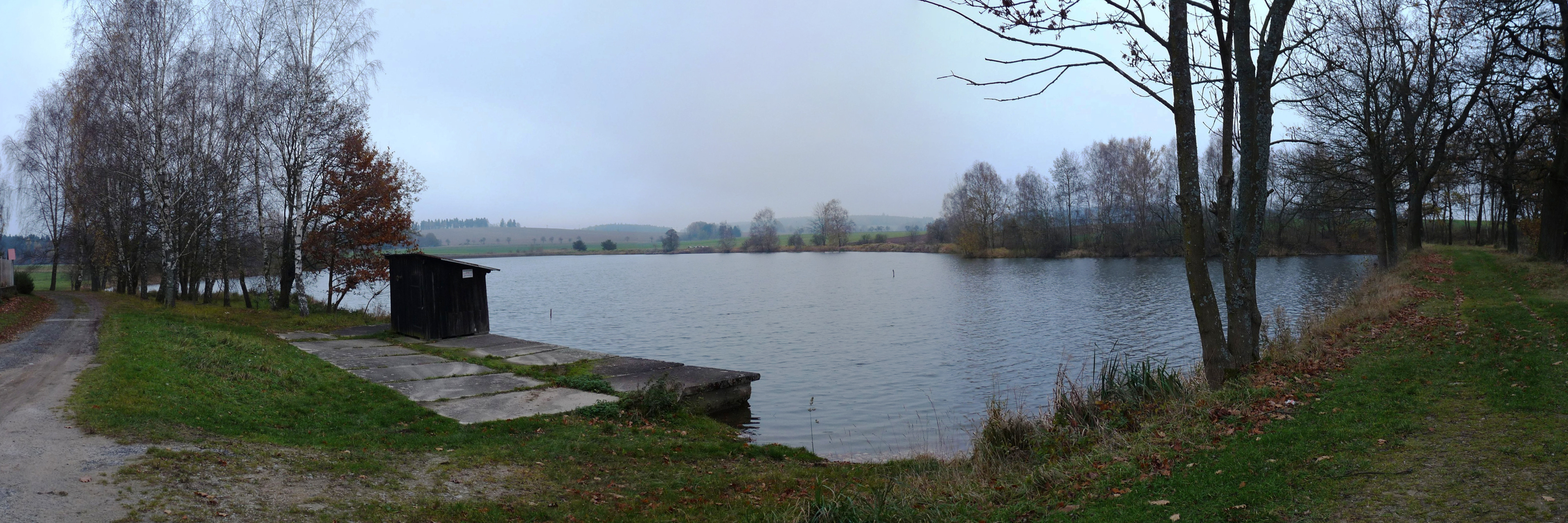
Rybník Důlek
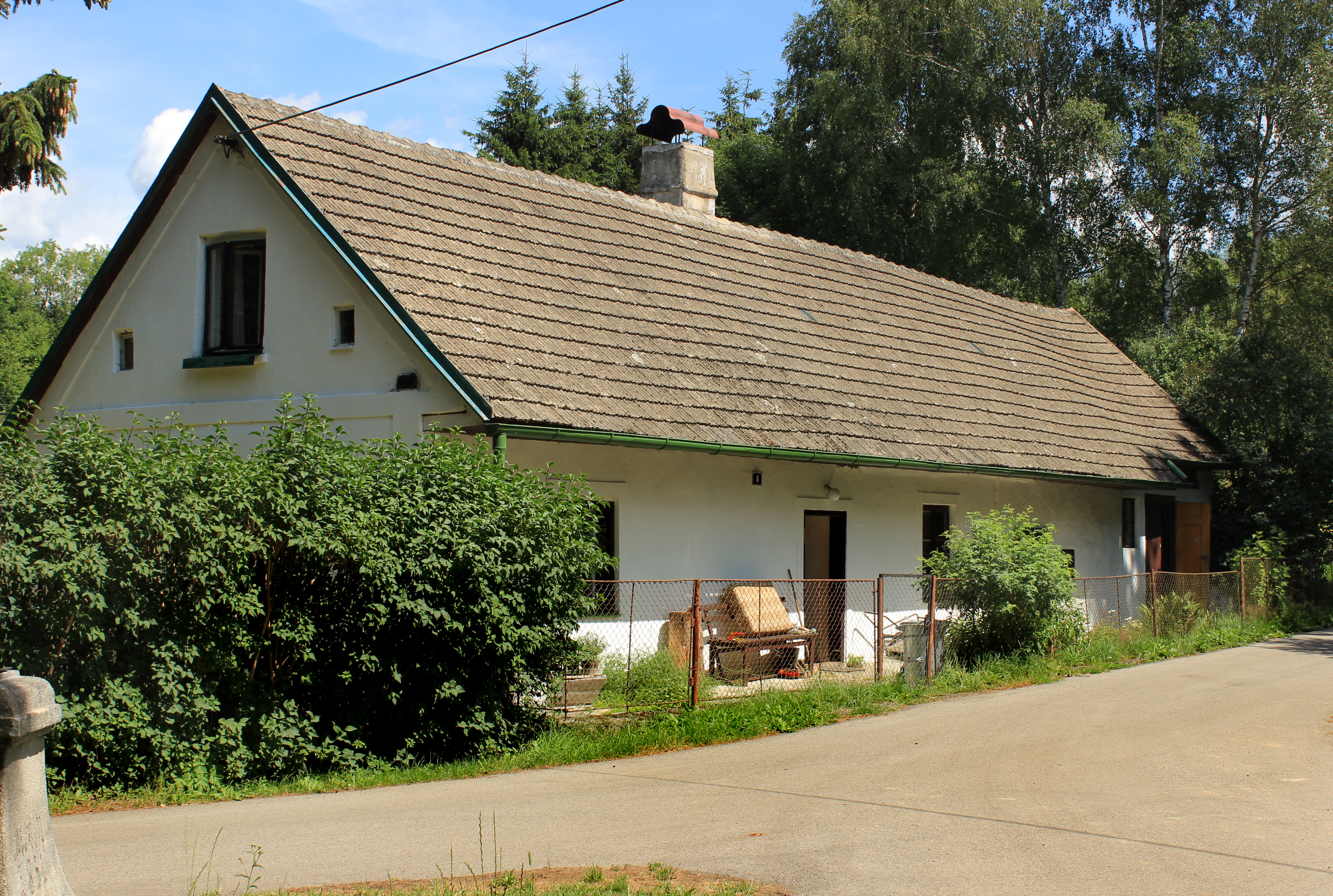
Dům čp. 6